# 武智秀夫
武智 秀夫（たけち ひでお、1930年12月24日 - 2017年4月23日）は、日本の整形外科医・医学史家。
愛媛県生まれ。1954年岡山医科大学医学部卒。1959年岡山大学大学院医学研究科博士課程修了、「腱の電子顕微鏡的研究」で医学博士。岡山大学医学部講師、助教授、1987年吉備高原医療リハビリテーションセンター院長。

## 著書
- 『義肢装具製作教程 装具編 第4巻 (靴及び足底板)』義肢協会編 医歯薬出版 1975
- 『手足の不自由な人はどう歩んできたか 人権思想の変遷と義肢・装具の進歩』医歯薬出版 1981
- 『リハビリテーション医療入門』医学書院 2001
- 『ビルロートの生涯 近代外科のパイオニア 大作曲家ブラームスとの交流』考古堂書店 2003
- 『軍医森鷗外のドイツ留学』思文閣出版、2014

### 共著
- 『義足』明石謙共著 医学書院 1968
- 『装具』明石謙共著 医学書院 1969
- 『義手』明石謙共著 医学書院 1972
- 『骨・関節のX線診断』児玉俊夫共著 医学書院 1972
- 『子どものけがのはなし けがの基礎知識と適切な処置法』角南義文共著 同文書院 おはなし医学書　1979
- 『義肢』明石謙共著 医学書院 1991

## 参考
- 『現代日本人名録』2002年